# Runan
Runan é uma comuna francesa na região administrativa da Bretanha, no departamento Côtes-d'Armor. Estende-se por uma área de 5,16 km². Em 2010 a comuna tinha 252 habitantes (densidade: 48,8 hab./km²).